# ويليام بيرنستن
ويليام بيرنستن هو متسابق يخت دنماركي، ولد في 1912 في Jersie ‏ في الدنمارك، وتوفي في 14 سبتمبر 1994 في Frederikssund Municipality ‏ في الدنمارك.

## وصلات خارجية
- ويليام بيرنستن على موقع الاتحاد الدولي للملاحة الشراعية (موقع جديد) (الإنجليزية)
- ويليام بيرنستن على موقع الاتحاد الدولي للملاحة الشراعية (موقع قديم) (الإنجليزية)
- ويليام بيرنستن على موقع اللجنة الأولمبية الدولية (الإنجليزية)
- ويليام بيرنستن على موقع أوليمبيديا (الإنجليزية)